# Osbornellus trifrustrus
Osbornellus trifrustrus är en insektsart som beskrevs av Delong och Martinson 1976. Osbornellus trifrustrus ingår i släktet Osbornellus och familjen dvärgstritar. Inga underarter finns listade i Catalogue of Life.